# Molophilus (Molophilus) itoanus
Molophilus (Molophilus) itoanus is een tweevleugelige uit de familie steltmuggen (Limoniidae). De soort komt voor in het Palearctisch gebied.